# Abisara niya
Abisara niya är en fjärilsart som beskrevs av Hans Fruhstorfer 1914. Abisara niya ingår i släktet Abisara och familjen Riodinidae. Inga underarter finns listade i Catalogue of Life.